# Tipula (Vestiplex) quasimarmoratipennis
Tipula (Vestiplex) quasimarmoratipennis is een tweevleugelige uit de familie langpootmuggen (Tipulidae). De soort komt voor in het Oriëntaals gebied.